# Alphonse Ntumba Luaba
 (mars 2012).
Si vous disposez d'ouvrages ou d'articles de référence ou si vous connaissez des sites web de qualité traitant du thème abordé ici, merci de compléter l'article en donnant les références utiles à sa vérifiabilité et en les liant à la section « Notes et références ».
Alphonse Ntumba Luaba, professeur de droit international public à l'université de Kinshasa, docteur en droit de l'université de Nancy, est une des figures marquantes du régime de république démocratique du Congo.
Il a entre autres exercé les fonctions politiques de député, vice-ministre de la justice de Laurent-Désiré Kabila, ministre des Droits humains, Secrétaire général du gouvernement de transition. Il a aussi plaidé pour la prise en compte au niveau mondial des effets néfastes de la guerre imposée à la république démocratique du Congo notamment par ses interventions à la Cour internationale de justice de La Haye.
Il est pris en otage en 2002 par Thomas Lubanga et sa milice (récemment condamné par la Cour pénale internationale).
En 2007, Alphonse Ntumba Luaba prend la direction du Programme national de désarmement démobilisation et réinsertion des ex-rebelles, participant à l'effort de pacification congolais. Il réussit à convaincre les derniers chefs de guerre d'Ituri de déposer les armes. 
En 2009 il devient représentant de la république démocratique du Congo et secrétaire exécutif adjoint chargé des programmes à la CEPGL (Communauté économique des pays des grands lacs).
Depuis fin décembre 2011, Alphonse Ntumba Luaba a pris les commandes de la CIRGL (Conférence internationale pour la région des grands lacs) en tant que secrétaire exécutif. La CIRGL regroupe 11 pays membres, tous riverains des grands lacs africains et du bassin du Congo. Il a été désigné à l'unanimité par les 11 présidents pour un mandat de 4 ans.